# 小松市立博物館
小松市立博物館（こまつしりつはくぶつかん、KOMATSU CITY MUSEUM）は、石川県小松市丸の内公園町にある公立の博物館。2024年（令和6年）1月1日の能登半島地震で被災して休館となり、調査により建物の倒壊の危険性があることがわかり解体されることになった。

## 概要
小松市の芦城公園内に位置する公立博物館で、1958年（昭和33年）に開館した。1959年（昭和34年）5月13日には、石川県内では初めて博物館法に基づく登録博物館として認定を受けた。
小松市立博物館開館の基となったのが、1957年に小松市立図書館内に郷土博物資料室が開設されたことによる。開設後は、個人や団体からの寄贈により展示場所が手狭になり、1958年に同じ公園内にあった旧能美郡自治館を移築（曳家）しリノベーションされた。
1970年（昭和45年）の中央公民館の完成に伴い図書館・博物館の複合施設として同館内に移転。その後、1981年（昭和56年）に新図書館が開館したことから、旧中央公民館は博物館として利用されることになった。
当館の分館として錦窯展示館と美術品収蔵館がある。
2024年（令和6年）1月1日の能登半島地震で被災して休館となり、調査の結果、2階天井の大梁や基礎部分にひびが入り、地盤沈下も生じていることが確認され、建物倒壊の危険性があるとして建物は解体されることになった。収蔵資料は芦城公園内の美術館収蔵庫や八幡町の鉄道高架下収蔵庫への移転が進められている。

## 沿革
- 1958年11月1日 - 旧能美郡自治館の施設を利用して、小松市立博物館開館。
- 1959年5月13日 - 博物館法に基づく登録博物館の認定を受ける。
- 1970年5月14日 - 現在地に移転。
- 1981年 - 歴史民俗資料館を開設。
- 1982年 - 小松市立図書館移転に伴い、展示室を拡充。

## 施設概要
- 鉄筋コンクリート造、3階建[1]。
- 総延床面積 : 2,219.37m2[2]
- 延床面積：1,410m2（博物館のみ）
  - 1階 - 受付、市民ギャラリールフレ
  - 2階 - 博物館（人文展示室）
  - 3階 - 博物館（自然展示室）

新築当時は、1階：市民談話室、2階：博物館、3階：図書館（小松市立図書館）。

## 主な所蔵品
2024年時点の収蔵資料は人文系資料約1万点、自然系資料約3万5千点であった。
- 蓮如上人 御影像・御消息
- 前田利常 書状
- 松尾芭蕉 木像
- 小松城　二階御亭入口扉
- 小松城　御樓閣天井板
- 小松商家
- 金平金山用具・絵巻

自然
- 手取層群の植物化石（シダ類、テドリアエンドイなど）